# 7176 Kuniji
A 7176 Kuniji (ideiglenes jelöléssel 1989 XH) a Naprendszer kisbolygóövében található aszteroida. Endate Kin,  Vatanabe Kazuró fedezte fel.